# Bolewski (herb szlachecki)
Bolewski – polski herb szlachecki z nobilitacji, odmiana herbu Łodzia.

## Opis herbu
Opis z wykorzystaniem zasad blazonowania, zaproponowanych przez Alfreda Znamierowskiego:
W polu czerwonym łódź złota.
Klejnot: trzy pióra strusie.
Herb różni się zatem od podstawowej Łodzi jedynie klejnotem.

## Najwcześniejsze wzmianki
Nadany Franciszkowi Bolewskiemu, porucznikowi wojska koronnego, nobilitacją sekretną w 1777.

## Herbowni
Ponieważ herb Bolewski był herbem własnym, z nobilitacji osobistej, prawo do posługiwania się nim przysługuje tylko jednemu rodowi herbownemu:
Bolewski.